# Adriana Ubani
Adriana Ubani Álvarez (San Sebastián, España; 25 de noviembre de 1997) es una actriz, cantante y bailarina española. Ha participado en diversas películas y series de televisión. Es integrante del dúo musical Pipiolas.

## Biografía
Adriana Ubani nació en San Sebastián en 1997. Con 3 años se trasladó a vivir con su familia a Las Palmas de Gran Canaria, donde residió hasta el comienzo de sus estudios universitarios. Abandonó Canarias para irse a estudiar arte dramático a Madrid donde obtuvo el Título Superior en Arte dramático en la especialidad de Interpretación en la RESAD (Real Escuela Superior de Arte Dramático). Realizó estudios de canto clásico y moderno en la Associated Board of the Royal Schools of Music-London (ABRMS) y formación en Danza Clásica, Contemporánea y Moderna en la Escuela de Danza Natalia Medina. También recibió clases Magistrales de Danza con Teresa Nieto y Daniel Abreu.

## Trayectoria
Por su formación, tanto musical como escénica, en su carrera profesional ha compaginado su faceta interpretativa en teatro, cine y televisión con su actividad musical como cantante.

### Actriz
En sus inicios participó en espectáculos de música y danza barroca en festivales nacionales e internacionales (Festival Musikaste, Festival Internacional Bolzano, Quincena Musical) y en obras musicales como "El Carnaval del Conde" junto a Magios Ensemble o "el poeta calculista de Manuel del Pópulo García dirigida por Isabel Alvarez.
En 2020 interpretó a Doña Inés en la obra teatral Don Juan Tenorio, de José Zorrilla, bajo la dirección de José Luis Massó. Participó en musicales y obras multidisciplinares como "Yo maté a Kurt Cobain", con texto de Rosa Escrig que coprotagonizó con María de Vigo.
En 2021 interpretó a Lucy Ford en la obra coral "Comedia sexual de una noche de verano", escrita por Woody Allen, bajo la dirección de Juan José Alfonso, junto a Melani Olivares, Iris Díaz, Ismael Fritschi, Mingo Ruano y Fernando Soto.
En 2022 entró a formar parte del reparto de la serie de Antena 3 Amar es para siempre, una de las más longevas de la televisión española, en su undécima temporada, donde interpretó el papel de Andrea."Es un proyecto grande, que se prepara con mucho tiempo. Es todo un regalo. Quiero pensar que mi formación y mi experiencia previa me ayudan, aunque este proyecto se desarrolla en un código totalmente diferente".
Este mismo año 2022 compaginó su trabajo en la televisión con colaboraciones en largometrajes como el realizado en «Culpa Mía», dirigida por Domingo González para Amazon Prime Video o «De perdidos a Río» dirigida por Joaquín Mazón.

### Cantante
En 2022 comenzó su carrera musical como cantante en el dúo "Pipiolas" junto a Paula Reyes, a quien conoció estudiando en la RESAD. Publicaron a principios de 2022 su primer vídeoclip con el tema titulado "Narciso" que les permitió darse a conocer. Pocos meses más tarde entraron a formar parte del sello discográfico Elephant Records, especializado en música indie pop con el que publican sus nuevos temas. Su estilo ecléctico "demuestra una versatilidad impresionante al transitar por diferentes parámetros musicales sin perder su inconfundible personalidad". En 2022 editaron su primer EP titulado "El verano que me debes". Son consideradas como "el dúo femenino que probablemente más represente a la Generación Z. Una generación que ha crecido con el avance de las las tecnologías, internet y, sobre todo, con mucha cultura pop".
En 2022 fueron teloneras de Rigoberta Bandini y han participado en festivales como el Madrid Brillante, Festival Sónica o la Sala Riviera y han colaborado con artistas como Begoña Vargas o Las Ginebras.

## Proyectos

### Televisión
| Año       | Serie                | Personaje                 | Cadena   | Notas         |
| 2022-2023 | Amar es para siempre | Andrea Rodríguez Sanabria | Antena 3 | 233 episodios |

### Largometrajes
| Año  | Película          | Personaje     | Director         |
| 2023 | Culpa mía         | Anna          | Domingo González |
| 2023 | De perdidos a Río | Chica del DNI | Joaquín Mazón    |

### Teatro
| Año  | Película                              | Personaje | Director 2024 | El alcalde de Zalamea | Teatro |
| 2022 | Yo maté A kurt Cobain                 | Teatro    |               |                       |        |
| 2021 | Comedia sexual de una noche de verano | Teatro    |               |                       |        |
| 2020 | Electra                               | Teatro    |               |                       |        |
| 2020 | El poeta calculista                   | Teatro    |               |                       |        |
| 2020 | Don Juan Tenorio                      | Teatro    |               |                       |        |
| 2018 | Real                                  | Teatro    |               |                       |        |

### Música
| Año  | Título                  | Soporte        |
| ---- | ----------------------- | -------------- |
| 2023 | Baby                    | Single Digital |
| 2023 | San Peter               | Single Digital |
| 2023 | Romancero Propio        | Single Digital |
| 2022 | Pipiolas                | EP             |
| 2022 | What dreams are made of | Single Digital |
| 2022 | Domingo raro            | Single Digital |
| 2022 | Un poco Triste          | Single Digital |
| 2022 | Club de los 27          | Single Digital |
| 2022 | Narciso                 | Single Digital |